# Заборов'я (Бєжаницький район)
Заборов'я (рос. Заборовье) — присілок в Бєжаницькому районі Псковської області Російської Федерації.
Населення становить 2 особи. Входить до складу муніципального утворення Чихачьовське муніципальне утворення.

## Історія
Від 2005 року входить до складу муніципального утворення Чихачьовське муніципальне утворення.

## Населення
| 2001 | 2002 | 2010 |
| ---- | ---- | ---- |
| 2    | ↘1   | ↗2   |